# Amtsbezirk Tulln
Der Amtsbezirk Tulln war eine Verwaltungseinheit im Mostviertel in Niederösterreich.
Der Amtsbezirk war der Kreisbehörde in St. Pölten unterstellt und besorgte deren Amtsgeschäfte vor Ort. Die Zuständigkeit erstreckte sich neben Tulln an der Donau auf die damaligen Gemeinden Altenberg, St. Andrä, Baumgarten, Chorherrn, Freundorf, Greifenstein, Hadersfeld, Hintersdorf, Judenau, Kirchbach, Königstetten, Kogl, Langenlebarn, Langenrohr, Muckendorf, Ollern, Rappoltenkirchen, Ried, Röhrenbach, Sieghartskirchen, Staasdorf, Tulbing, Wördern, Wolfpassing und Zeiselmauer.
Der Amtsbezirk umfasste dabei 26 Gemeinden mit 15.137 Einwohnern (lt. Zählung von 1851).